# Safe in the Arms of Love
"Safe in the Arms of Love" é uma música de country music escrita por  Mary Ann Kennedy, Pam Rose e Pat Bunch em 1986. A música foi originalmente gravada por Gail Davies em seu álbum de 1986 intitulado Wild Choir. Mais tarde a canção foi regravada por Baillie & the Boys em 1989 no álbum  Turn the Tide.
Em 1994, dois dos compositores da música, Mary Ann Kennedy e Pam Rose, cantando como Kennedy Rose, regravaram a canção no segundo disco da dupla, Walk the Line.
No final de 1994, Michelle Wright gravou a música e a lançou como single no mesmo ano. Sua versão estava incluída no disco de 1994 The Reasons Why. A música foi mais tarde gravada por Martina McBride em 1995 no seu disco Wild Angels. McBride lançou sua versão pouco depois de Wright.

## Conteúdo
Na canção, uma narradora fala que está cansada de ficar sozinha, e que deseja um amor:
I want arms that know how to rock me
Safe in the arms of love
I wanna fall and know that love has caught me
Safe in the arms of love
Safe in the arms of love

## Martina McBride
Martina McBride regravou  "Safe in the Arms of Love" em 1995 e o lançou como single. Sua versão pode ser encontrada no seu álbum de 1995 Wild Angels. O video da canção foi gravado em Montreal, Canada, na escola de treinamento do Cirque De Soleil.

## Desempenho nas Paradas

### Michelle Wright
| Chart (1995)                      | Melhor posição |
| --------------------------------- | -------------- |
| RPM Top Country Singles do Canada | 4              |

### Martina McBride
| Chart (1995)                   | Melhor posição |
| ------------------------------ | -------------- |
| US Billboard Hot Country Songs | 4              |
| Canada RPM Top Country Singles | 38             |